# Per Jansen
Per Jansen, född 14 december 1941 i Bergen, död 8 augusti 2022, var en norsk skådespelare.

## Filmografi (urval)
- 1969 – Dödsleken
- 1979 – Kronprinsen
- 1979 – Kärlekens färjeturer
- 1983 – Radiopiraterna
- 1988 – Sweetwater
- 1989 – Tidlös kärlek
- 1993 – Högre än himlen
- 1993 – Telegrafisten
- 1996 – Sånt är livet
- 1996 – Hamsun
- 2004 – Den som fruktar vargen
- 2007 – Varg Veum – Bittra blomster